# Copa América 2001
Copa América 2001 bylo 40. mistrovství pořádané fotbalovou asociací CONMEBOL. Turnaje se zúčastnilo 9 členů CONMEBOL a navíc dva pozvané týmy ( Kostarika a  Mexiko).  Argentina se nezúčastnila kvůli výhrůžkám smrtí ze strany teroristické skupiny. Byla nahrazena na poslední chvíli týmem  Hondurasu. Vítězem se stala poprvé v historii Kolumbijská fotbalová reprezentace.

## Základní skupiny
| Vysvětlivky | Vysvětlivky                                                                                            |
| ----------- | --- |
|             | Vítězové skupin, týmy na druhých místech a dva nejlepší týmy ze třetích míst postoupily do čtvrtfinále |

### Skupina A
| Tým       | Z | V | R | P | VG | IG | +/- | B |
| --------- | - | - | - | - | -- | -- | --- | - |
| Kolumbie  | 3 | 3 | 0 | 0 | 5  | 0  | +5  | 9 |
| Chile     | 3 | 2 | 0 | 1 | 5  | 3  | +2  | 6 |
| Ekvádor   | 3 | 1 | 0 | 2 | 5  | 5  | 0   | 3 |
| Venezuela | 3 | 0 | 0 | 3 | 0  | 7  | −7  | 0 |

| 11. července 2001 18:00 |     |                                            |                                                                      |
| Ekvádor                 | 1:4 | Chile                                      | Estadio Metropolitano, Barranquilla rozhodčí: Gilberto Hidalgo (PER) |
| Chalá 77'               |     | Navia 29' Montecinos 73', 90' Corrales 85' | Estadio Metropolitano, Barranquilla rozhodčí: Gilberto Hidalgo (PER) |

| 11. července 2001 20:45            |     |           |                                                                 |
| Kolumbie                           | 2:0 | Venezuela | Estadio Metropolitano, Barranquilla rozhodčí: René Ortube (BOL) |
| Grisales 15' Aristizábal 59' (pen) |     |           | Estadio Metropolitano, Barranquilla rozhodčí: René Ortube (BOL) |

| 14. července 2001 16:15 |     |           |                                                                        |
| Chile                   | 1:0 | Venezuela | Estadio Metropolitano, Barranquilla rozhodčí: Gilberto Alcalá (Mexico) |
| Montecinos 78'          |     |           | Estadio Metropolitano, Barranquilla rozhodčí: Gilberto Alcalá (Mexico) |

| 14. července 2001 18:30 |     |         |                                                                   |
| Kolumbie                | 1:0 | Ekvádor | Estadio Metropolitano, Barranquilla rozhodčí: Ubaldo Aquino (PAR) |
| Aristizábal 29'         |     |         | Estadio Metropolitano, Barranquilla rozhodčí: Ubaldo Aquino (PAR) |

| 17. července 2001 18:30                   |     |           |                                                                      |
| Ekvádor                                   | 4:0 | Venezuela | Estadio Metropolitano, Barranquilla rozhodčí: Gilberto Hidalgo (PER) |
| Relgado 19', 63' Fernández 29' Méndez 60' |     |           | Estadio Metropolitano, Barranquilla rozhodčí: Gilberto Hidalgo (PER) |

| 17. července 2001 20:45            |     |       |                                                                         |
| Kolumbie                           | 2:0 | Chile | Estadio Metropolitano, Barranquilla rozhodčí: Jorge Larrionda (Uruguay) |
| Aristizábal 10' (pen.) Arriaga 90' |     |       | Estadio Metropolitano, Barranquilla rozhodčí: Jorge Larrionda (Uruguay) |

### Skupina B
| Tým      | Z | V | R | P | VG | IG | +/- | B |
| -------- | - | - | - | - | -- | -- | --- | - |
| Brazílie | 3 | 2 | 0 | 1 | 5  | 2  | +3  | 6 |
| Mexiko   | 3 | 1 | 1 | 1 | 1  | 1  | 0   | 4 |
| Peru     | 3 | 1 | 1 | 1 | 4  | 5  | −1  | 4 |
| Paraguay | 3 | 0 | 2 | 1 | 4  | 6  | −2  | 2 |

| 12. července 2001 17:30               |     |                             |                                                              |
| Peru                                  | 3:3 | Paraguay                    | Estadio Pascual Guerrero, Cali rozhodčí: Ángel Sánchez (ARG) |
| Pobatón 16' Pajuelo 57' Rel Solar 72' |     | Ferreira 23', 64' Garay 90' | Estadio Pascual Guerrero, Cali rozhodčí: Ángel Sánchez (ARG) |

| 12. července 2001 19:45 |     |                    |                                                           |
| Brazílie                | 0:1 | Mexiko             | Estadio Pascual Guerrero, Cali rozhodčí: Óscar Ruiz (COL) |
|                         |     | Borgetti 5' (pen.) | Estadio Pascual Guerrero, Cali rozhodčí: Óscar Ruiz (COL) |

| 15. července 2001 16:00   |     |      |                                                                    |
| Brazílie                  | 2:0 | Peru | Estadio Pascual Guerrero, Cali rozhodčí: Jorge Larrionda (Uruguay) |
| Guilherme 9' Renílson 85' |     |      | Estadio Pascual Guerrero, Cali rozhodčí: Jorge Larrionda (Uruguay) |

| 15. července 2001 18:15 |     |        |                                                               |
| Paraguay                | 0:0 | Mexiko | Estadio Pascual Guerrero, Cali rozhodčí: Roger Zambrano (ECU) |
|                         |     |        | Estadio Pascual Guerrero, Cali rozhodčí: Roger Zambrano (ECU) |

| 18. července 2001 17:30 |     |        |                                                            |
| Peru                    | 1:0 | Mexiko | Estadio Pascual Guerrero, Cali rozhodčí: René Ortube (BOL) |
| Holsen 48'              |     |        | Estadio Pascual Guerrero, Cali rozhodčí: René Ortube (BOL) |

| 18. července 2001 19:45            |     |                     |                                                              |
| Brazílie                           | 3:1 | Paraguay            | Estadio Pascual Guerrero, Cali rozhodčí: Ángel Sánchez (ARG) |
| Alex 60' Belletti 89' Renílson 90' |     | Alvarenga 11' (pen) | Estadio Pascual Guerrero, Cali rozhodčí: Ángel Sánchez (ARG) |

### Skupina C
| Tým       | Z | V | R | P | VG | IG | +/- | B |
| --------- | - | - | - | - | -- | -- | --- | - |
| Kostarika | 3 | 2 | 1 | 0 | 6  | 1  | +5  | 7 |
| Honduras  | 3 | 2 | 0 | 1 | 3  | 1  | +2  | 6 |
| Uruguay   | 3 | 1 | 1 | 1 | 2  | 2  | 0   | 4 |
| Bolívie   | 3 | 0 | 0 | 3 | 0  | 7  | −7  | 0 |

| 13. července 2001 18:00 |     |               |                                                                         |
| Bolívie                 | 0:1 | Uruguay       | Estadio Atanasio Girardot, Medellín rozhodčí: Mauricio Navarro (Canada) |
|                         |     | Chevantón 60' | Estadio Atanasio Girardot, Medellín rozhodčí: Mauricio Navarro (Canada) |

| 13. července 2001 20:15 |     |              |                                                                   |
| Honduras                | 0:1 | Kostarika    | Estadio Atanasio Girardot, Medellín rozhodčí: Mario Sánchez (CHI) |
|                         |     | Vanchope 63' | Estadio Atanasio Girardot, Medellín rozhodčí: Mario Sánchez (CHI) |

| 16. července 2001 18:00 |     |              |                                                                          |
| Uruguay                 | 1:1 | Kostarika    | Estadio Atanasio Girardot, Medellín rozhodčí: Carlos Eugênio Simon (BRA) |
| C. Morales 53'          |     | Vanchope 28' | Estadio Atanasio Girardot, Medellín rozhodčí: Carlos Eugênio Simon (BRA) |

| 16. července 2001 20:15 |     |         |                                                                      |
| Honduras                | 2:0 | Bolívie | Estadio Atanasio Girardot, Medellín rozhodčí: John Toro Rendón (COL) |
| Guevara 53', 68'        |     |         | Estadio Atanasio Girardot, Medellín rozhodčí: John Toro Rendón (COL) |

| 19. července 2001 18:00 |     |                                         |                                                                    |
| Bolívie                 | 0:4 | Kostarika                               | Estadio Atanasio Girardot, Medellín rozhodčí: Luis Solórzano (VEN) |
|                         |     | Vanchope 45', 71' Bryce 63' Fonseca 84' | Estadio Atanasio Girardot, Medellín rozhodčí: Luis Solórzano (VEN) |

| 19. července 2001 20:15 |     |         |                                                                    |
| Honduras                | 1:0 | Uruguay | Estadio Atanasio Girardot, Medellín rozhodčí: Roger Zambrano (ECU) |
| Guevara 86'             |     |         | Estadio Atanasio Girardot, Medellín rozhodčí: Roger Zambrano (ECU) |

### Žebříček týmů na třetích místech
Dva nejlepší týmy na třetích místech postoupily také do čtvrtfinále.
| Skupina | Tým     | Z | V | R | P | VG | IG | +/- | B |
| ------- | ------- | - | - | - | - | -- | -- | --- | - |
| C       | Uruguay | 3 | 1 | 1 | 1 | 2  | 2  | 0   | 4 |
| B       | Peru    | 3 | 1 | 1 | 1 | 4  | 5  | -1  | 4 |
| A       | Ekvádor | 3 | 1 | 0 | 2 | 5  | 5  | 0   | 3 |

## Play off

### Čtvrtfinále
| 22. července 2001 15:00 |     |                         |                                                                               |
| Chile                   | 0:2 | Mexiko                  | Estadio Hernán Ramírez Villegas, Pereira rozhodčí: Carlos Eugênio Simon (BRA) |
|                         |     | Arellano 17' Osorno 78' | Estadio Hernán Ramírez Villegas, Pereira rozhodčí: Carlos Eugênio Simon (BRA) |

| 22. července 2001 17:30   |     |              |                                                        |
| Uruguay                   | 2:1 | Kostarika    | Estadio Centenario, Armenia rozhodčí: Óscar Ruiz (COL) |
| Pemos 61' (pen.) Pima 87' |     | Vanchope 52' | Estadio Centenario, Armenia rozhodčí: Óscar Ruiz (COL) |

| 23. července 2001 17:30 |     |                        |                                                             |
| Brazílie                | 0:2 | Honduras               | Estadio Palogrande, Manizales rozhodčí: Ubaldo Aquino (PAR) |
|                         |     | S. Martínez 57', 90+4' | Estadio Palogrande, Manizales rozhodčí: Ubaldo Aquino (PAR) |

| 23. července 2001 19:45            |     |      |                                                                |
| Kolumbie                           | 3:0 | Peru | Estadio Centenario, Armenia rozhodčí: Gilberto Alcalá (Mexico) |
| Aristizábal 50', 69' Hernández 66' |     |      | Estadio Centenario, Armenia rozhodčí: Gilberto Alcalá (Mexico) |

### Semifinále
| 25. července 2001 19:45             |     |                |                                                                        |
| Mexiko                              | 2:1 | Uruguay        | Estadio Hernán Ramírez Villegas, Pereira rozhodčí: Ángel Sánchez (ARG) |
| Borgetti 14' García Aspe 67' (pen.) |     | R. Morales 32' | Estadio Hernán Ramírez Villegas, Pereira rozhodčí: Ángel Sánchez (ARG) |

| 26. července 2001 19:45   |     |          |                                                             |
| Kolumbie                  | 2:0 | Honduras | Estadio Palogrande, Manizales rozhodčí: Mario Sánchez (CHI) |
| Bedoya 6' Aristizábal 63' |     |          | Estadio Palogrande, Manizales rozhodčí: Mario Sánchez (CHI) |

### O 3. místo
| 28. července 2001 14:00    |     |                               |                                                            |
| Uruguay                    | 2:2 | Honduras                      | Estadio El Campín, Bogotá rozhodčí: Gilberto Hidalgo (PER) |
| Bizera 22' A. Martínez 45' |     | S. Martínez 14' Izaguirre 42' | Estadio El Campín, Bogotá rozhodčí: Gilberto Hidalgo (PER) |

|                                           |     | Penaltový rozstřel                         |  |
| Sorondo Gutiérrez Rodríguez Pemos Olivera | 4:5 | Pineda S. Martínez García Medina Izaguirre |  |

### Finále
| 29. července 2001 16:30 |     |        |                                                         |
| Kolumbie                | 1:0 | Mexiko | Estadio El Campín, Bogotá rozhodčí: Ubaldo Aquino (PAR) |
| I. Córdoba 65'          |     |        | Estadio El Campín, Bogotá rozhodčí: Ubaldo Aquino (PAR) |